# 板垣政参
板垣 政参（いたがき まさみつ、1882年（明治15年）11月8日 - 1967年（昭和42年）10月28日）は、日本の医学者、教育者。医学博士。内分泌や黄体ホルモンの生理学的研究で知られる。久留米大学附設中学校・高等学校を設立したことで有名である。

## 人物
岩手出身。板垣征四郎の兄。旧制盛岡中学、旧制二高、京都帝国大学医学部卒業。1914年より3年間ヨーロッパに留学。1918年九州帝国大学教授となる。太平洋戦争中にはジャカルタ医科大学学長を務めた。1953年久留米大学学長代理。

## 系譜
- 板垣氏（佐々木氏）　本姓清和源氏と称する。

家伝によれば、「板垣兼信の三男四郎義之が南部光行に従い、1191年（建久2年）甲斐国から陸奥国糠部に移った」という。その子孫板垣伴内が南部利直に仕え、政清の代より母方の姓佐々木氏を名乗る。以降代々盛岡藩士で、佐々木氏を称したが、1871年（明治4年）に本姓の板垣に復した。
```
 　　∴
 　板垣伴内（初代）
 　　┃
 　板垣伴内（二代目）
 　　┃
 　板垣甚内
 　　┃
 　板垣政次（萬右衛門）
 　　┣━━━━━━━━━┓
 　佐々木政清（甚内）　佐々木権右衛門（初代）
 　　　　　　　　　　　　┃
 　　　　　　　　　　　佐々木権右衛門（二代目）
 　　　　　　　　　　　　┃
 　　　　　　　　　　　佐々木権右衛門（三代目）※養子（実は蛇口孫四郎の弟、亥四郎）
 　　　　　　　　　　　　┃
 　　　　　　　　　　　佐々木登政（源吉）※養子（実は久保要作の三男、源吉）
 　　　　　　　　　　　　┃
 　　　　　　　　　　　板垣政純（直作、号桑蔭）
 　　　　　　　　　　　　┃
 　　　　　　　　　　　板垣政徳（太郎、郡長、女学校長）
 　　┏━━━━┳━━━━┻━━━┳━━━━━┓
 　板垣政一　板垣政参（医師）　板垣征四郎　板垣盛（海軍少将）
 　　┃　　　　　　　　　┏━━━┫
 　板垣賛造　　　　　　　男　　板垣正（国会議員）
 　　┃
 　板垣進吾
 　　┃
 　　女

```